# Chauncey (Ohio)
Chauncey és una població dels Estats Units a l'estat d'Ohio. Segons el cens del 2000 tenia 1.067 habitants.

## Demografia
Segons el cens del 2000, Chauncey tenia 1.067 habitants, 431 habitatges, i 286 famílies. La densitat de població era de 614,9 habitants/km².
Dels 431 habitatges en un 32,5% hi vivien nens de menys de 18 anys, en un 46,4% hi vivien parelles casades, en un 14,8% dones solteres, i en un 33,6% no eren unitats familiars. En el 28,1% dels habitatges hi vivien persones soles el 10,7% de les quals corresponia a persones de 65 anys o més que vivien soles. El nombre mitjà de persones vivint en cada habitatge era de 2,48 i el nombre mitjà de persones que vivien en cada família era de 3,01.
Per edats la població es repartia de la següent manera: un 26,5% tenia menys de 18 anys, un 8,2% entre 18 i 24, un 32,5% entre 25 i 44, un 21,1% de 45 a 60 i un 11,6% 65 anys o més.
L'edat mediana era de 34 anys. Per cada 100 dones de 18 o més anys hi havia 87,1 homes.
La renda mediana per habitatge era de 24.821 $ i la renda mediana per família de 30.865 $. Els homes tenien una renda mediana de 28.750 $ mentre que les dones 20.536 $. La renda per capita de la població era de 12.052 $. Aproximadament el 21,8% de les famílies i el 25,6% de la població estaven per davall del llindar de pobresa.

## Poblacions properes
El següent diagrama mostra les poblacions més properes.